# Chaim Lorje
Chaim (Hayyim) Lorje  (Frankfurt an der Oder, 1821 – Berlim, 1878) foi um educador prussiano-judeu que fundou a primeira sociedade para a colonização da Terra de Israel, tornando-se assim um dos precursores do sionismo.

## História
Nascido em Frankfurt an der Oder, Lorje foi educador e dirigiu uma escola infantil na cidade. Com tendência ao misticismo, considerava-se um descendente do cabalista Isaac Luria (1534-1572) que viveu na cidade de Safed, na Galileia. Em 1860 (ou 1861), Lorje criou a primeira sociedade voltada para a criação de assentamentos agrícolas na Terra de Israel, que foi denominada Kolonisations-Verein fuer Palaestina ("Associação para a Colonização da Palestina").
Em 1862, a sociedade publicou o livro Derishat Ẓyyion, escrito por Zvi Hirsch Kalischer, que era membro da sociedade. Ao fim do livro, Lorje inseriu um apêndice sobre a sociedade e suas regras. Esse livro descreve o plano de Kalischer para a colonização de Israel, que pode ter sido influenciado pelos debates da sociedade de Lorje. Outro membro, Judah Alkalai havia escrito um livro com ideia similar (Goral la-Adonai, 1857) três anos antes da fundação da sociedade de Lorje, contribuiu e ajudou a promovê-la.  Entre seus membros, também estavam Albert Cohen, Joseph Blumenthal, Nathan Adler, Dov Meisels e Moses Hess.
O Drishat Ẓion teve grande repercussão e com ele a Associação para a Colonização da Palestina rapidamente atraiu muitos líderes da comunidade judaica europeia, e Lorje precisou mudar-se, levando a sede da associação para Berlim, onde conseguiu arrecadar uma quantia significativa de recursos doados para seu projeto. Mas também recebeu uma oposição significativa. Os judeus que viviam na Terra de Israel (o Antigo Yishuv temiam que os imigrantes iriam competir com a ajuda financeira que eles recebiam do exterior (halukkah). O tom agressivo de Lorje frente a seus adversários e sua personalizada descrita como egocêntrica provocaram o enfraquecimento da sociedade, que foi encerrada em 1864.
Lorje permaneceu em Berlim até a sua morte, em 1878. Sua iniciativa inspirou o movimento Amantes de Sião, surgido na Europa poucos anos após a sua morte.